# Penicillium digitatum
Penicillium digitatum es un  hongo mesófilo del género Penicillium  encontrado en el suelo de las zonas productoras de los cítricos. Es la mayor fuente de decaimiento de las frutas en épocas de post-cosecha y es el responsable de las enfermedades de los cítricos conocida como putrefacción verde. En la naturaleza, este hongo necrotrófico patógeno hiere a la superficie de los cítricos creciendo en forma de filamentos y se reproduce asexualmente a través de la producción de conidias. Sin embargo, P. digitatum también se puede cultivar en condiciones ambientales en el laboratorio. Junto a su ciclo de vida patógeno, P. digitatum también participa en otras interacciones humanas, animales y vegetales y se está utilizando actualmente en la producción de afecciones micológicas basados en ensayos inmunológicos de detección para la industria alimentaria.

## Ecología
El hongo Penicillium digitatum se encuentra en el suelo de áreas donde se cultivan frutos cítricos, que predominan en regiones de altas temperaturas. En la naturaleza, frecuentemente se encuentran en las diferentes especies de frutos cítricos infectados por la parte interna donde está su ecosistema principal.